# 里奧·富都那
里奧·富都那是巴西圣卡塔琳娜州的一个市镇。总面积300平方公里，总人口4648人，人口密度15.5人/平方公里。